# Salão da Suprema Harmonia
O Salão da Suprema Harmonia (em chinês:  太和殿, transl. Tài Hé Diàn; em manchu: ᠠᠮᠪᠠ, ᡡᠸᠠᠯᡳᠶᠠᠮᠪᡠᡵᡝe ᡩᡝᠶᡝᠨ) é o maior salão da Cidade Proibida em Pequim, China. Ele está localizado em seu eixo central, atrás do Portão da Suprema Harmonia. Construído sobre três níveis de base de pedra de mármore e cercado por queimadores de incenso de bronze, o Salão da Suprema Harmonia é uma das maiores estruturas de madeira da China. Foi o local onde os imperadores das dinastias Ming e Qing realizaram suas cerimônias de entronização e casamento. O nome do Salão foi alterado diversas vezes ao longo dos últimos séculos, desde o nome inicial Fengtian Dian (奉天殿), mais tarde para Huangji Dian (皇极殿) em 1562 e para o atual pelo Imperador Shunzhi da dinastia Qing em 1645.
Juntamente com o Salão da Harmonia Central e o Salão da Preservação da Harmonia, os três salões constituem o coração do Pátio Externo da Cidade Proibida.
O Salão da Suprema Harmonia eleva-se cerca de 30 metros (98 pé) acima do nível da praça ao redor. É o centro cerimonial do poder imperial e a maior estrutura de madeira sobrevivente na China. Tem onze vãos de largura – com a sala principal tendo nove vãos de largura – e cinco vãos de profundidade, sendo os números nove e cinco simbolicamente ligados à majestade do Imperador. Os seis pilares mais próximos do trono imperial são cobertos de ouro, e toda a área é decorada com um motivo de dragão. O Trono do Dragão, em particular, tem cinco dragões enrolados nas costas e apoios para as mãos. A tela atrás dela apresenta conjuntos de nove dragões, refletindo novamente o simbolismo "nove-cinco". O Salão da Suprema Harmonia apresenta um trono requintado feito de sândalo vermelho, usado anteriormente pelos imperadores da dinastia Qing.
Instalado no teto, diretamente acima do trono, há um intrincado caixão decorado com um dragão enrolado, de cuja boca sai um conjunto de bolas de metal semelhantes a um lustre, chamado de "Espelho Xuanyuan", uma referência ao Huangdi, um governante mitológico chinês. Segundo a lenda, as bolas de metal cairão e matarão qualquer usurpador do trono.
Na dinastia Ming, os imperadores realizavam reuniões aqui para discutir assuntos de estado. Durante a dinastia Qing, os imperadores realizavam cortes com muito mais frequência. Como resultado, o local foi alterado para o Pátio Interno, e o Salão da Suprema Harmonia foi usado apenas para fins cerimoniais, como entronizações, investiduras e casamentos imperiais.
O salão original foi construído em 1421 durante a dinastia Ming, destruído sete vezes por incêndios durante a dinastia Qing e reconstruído pela última vez em 1695-1697. Após uma reconstrução no século XVI, as dimensões do salão foram reduzidas de cerca de 95 by 48 metros (310 pé × 160 pé) para suas medidas atuais, 65 by 37 metros (210 pé × 120 pé). A incapacidade de encontrar logs suficientemente grandes foi citada como a causa dessa mudança.